# Perdutoamor
Perdutoamor è un film del 2003 diretto da Franco Battiato, qui al suo esordio alla regia di un lungometraggio.
Questo film è riconosciuto come d'interesse culturale nazionale dalla Direzione generale Cinema e audiovisivo del Ministero per i beni e le attività culturali e per il turismo italiano, in base alla delibera ministeriale del 3 luglio 2002.

## Trama
La storia si svolge in tre "tempi narrativi" che ruotano intorno al protagonista, Ettore Corvaja seguendone prima la formazione dall'adolescenza in una Sicilia e una famiglia sospese tra la realtà e l'immaginario (che avviene lungo l'arco del 1955, dalla fine del V Festival della canzone italiana fino all'autunno dello stesso anno), a cura di un colto aristocratico del paese che gli fece da guida. Nella seconda parte il protagonista cresciuto si trova studente nel pieno boom economico degli anni sessanta. Nell'ultima parte si è trasferito a Milano, città frenetica e piena di fermenti. Qui Ettore, aspirante scrittore, entra con sospetto nel mondo della musica. Ma conosce anche un mondo altro grazie ad un gruppo esoterico che frequenta, apprezzando la scoperta del sé.

## Produzione
(Franco Battiato)
Il film prende il titolo dalla canzone degli anni sessanta Perduto amore del cantautore italo-belga Salvatore Adamo, reincisa poi anche da Battiato nel suo album del 2002 Fleurs 3.
Tra le partecipazioni, il film vede il cantautore Francesco De Gregori impegnato come attore in una scena nel ruolo di un critico musicale.

### Riprese
Il film è stato girato in Sicilia tra le province di Catania (Aci Castello, Catania, Riposto e Santa Venerina) e di Ragusa (Ispica, Ragusa, Vittoria).

## Distribuzione
Il film è stato distribuito nelle sale italiane il 16 maggio 2003.

## Accoglienza
Perdutoamor ha ricevuto un ottimo consenso di critica: ha ottenuto ben 6 candidature ai Nastri d'argento 2004 e alcuni premi minori. Il regista Franco Battiato si è aggiudicato il Nastro d'argento al miglior regista esordiente.

## Colonna sonora
Oltre alla regia e alla sceneggiatura del film, Franco Battiato ne ha curato anche la colonna sonora «originale e affascinante», creando attraverso un «raffinatissimo gioco di selezione e combinazione [...] un suggestivo arazzo melodico reso particolare dagli inconsueti abbinamenti» tra brani degli anni sessanta-settanta e pezzi del repertorio classico.
Così è riportata nei titoli di coda del film:
- Perduto amore di Salvatore Adamo, interpretata da Franco Battiato
- Non dimenticar le mie parole di D'Anzi-Bracchi, interpretata da Manlio Sgalambro
- Ich will hier bei dir stehen dalla Passione secondo Matteo di J.S. Bach, eseguita da Orchestra Clementi e coro Palestrina
- Estratto da un preludio da Il clavicembalo ben temperato di J.S. Bach, eseguito da Carlo Guaitoli (pianoforte)
- Rielaborazione di Franco Battiato da un tema di Hildegard von Bingen
- Le spectre de la rose da Nuits d'été di Hector Berlioz, eseguita da Brigitte Balleys (mezzosoprano) e dall'Orchestre des Champs-Elysées, diretta da Philippe Herreweghe.
- Villanelle - Quand viendra la saison nouvelle da Nuits d'été di Hector Berlioz, eseguita da Mireille Delunsch (soprano) e dall'Orchestre des Champs-Elysées, diretta da Philippe Herreweghe.
- Malafemmena di Antonio De Curtis
- Itsy Bitsy Teenie Weenie Yellow Polka Dot Bikini di Paul Vance - Lee Pockriss, interpretata da Dalida
- Gloria patri da Nisi dominus di Antonio Vivaldi, interpretato da Andreas Scholl e Australian Brandeburg Orchestra diretta da Paul Dyer
- Te voglio bene assaje di R. Sacco - A. Longo, interpretata da Pippo Rametta (voce), Francesco Calì (fisarmonica), Luigi De Vita (chitarra)
- Estratti da Campi magnetici di Franco Battiato
- Adagio dal Concerto per pianoforte k 488 in La magg. n. 23 di W.A. Mozart, eseguito da Orchestra Clement
- Quando vedrete il mio caro amore di L. Ognibene, interpretata da Donatella Moretti
- Se tu sapessi di Bruno Lauzi, interpretata da Salvatore Vinciguerra
- Sigillata con un bacio (Sealed with a kissdi P. Udell - G. Geld - S. Leva), interpretata da Luigi Fiumicelli
- Sulla sabbia c'era lei (The birds and the bees di Herb Newman), interpretata da Sonia e le Sorelle
- In der fremde di Robert Schumann, eseguita da Simone Bartolini (sopranista), Carlo Guaitoli (pianoforte)
- When I Am Laid in Earth da Dido and Æneas di Henry Purcell, interpretata da Janet Baker (soprano) ed English Chamber Orchestra
- La terza luna di Migliacci-Bacalov, interpretata da Neil Sedaka
- Porta romana di Simonetta-Gaber-Angiolini, interpretata da Giorgio Gaber
- Beim Schlafengehen di Richard Strauss, interpretata da Franco Battiato e Daniela Bruera (soprano)
- Lombardia - Le plat pays di Brel-Paoli-Bardotti, interpretata da Herbert Pagani
- Quando piove sulla spiaggia di Alicata-Chiosso, interpretata da Gregorio Alicata
- Prigioniero del mondo di Donida-Mogol, interpretata da Moltheni
- Il mondo va così (Et moi, Et moi, Et moi di J. Dutronc-J. Lanzmann, testo italiano di Herbert Pagani), interpretata da Moltheni
- Cinque minuti e poi... di Pagani-Lamorgese-Prestipino, interpretata da Maurizio Arcieri
- La noche oscura di Martirio-F.B., interpretata da Martirio (cantante)!Martirio
- Estratto da Variazioni sinfoniche di César Franck, eseguito da Robert Casadesus (pianoforte)
- Parchment Farm di Mose Allison, interpretata dal gruppo CH
- Una novena di Antonino Uccello
- Intermezzo in la maggiore op. 118 n. 2 di Johannes Brahms, eseguito da Carlo Guaitoli (pianoforte)

## Riconoscimenti
- Nastri d'argento 2004: miglior regista esordiente
- Premio Fregene per Fellini per il miglior film